# Élections législatives de 2020 en Géorgie
Les élections législatives de 2020 en Géorgie ont lieu le 3 novembre 2020 afin d'élire les 180 membres de la Chambre des représentants de l'État américain de Géorgie.

## Système électoral
La Chambre des représentants de Géorgie est la chambre basse de son parlement bicaméral. Elle est composée de 180 sièges pourvus pour deux ans au scrutin uninominal majoritaire à deux tours dans autant de circonscriptions.

## Résultats
| Partis                   | Partis                   | Voix      | %     | +/-  | Sièges | +/-           |
| ------------------------ | ------------------------ | --------- | ----- | ---- | ------ | ------------- |
|                          | Parti républicain (R)    | 2 338 983 | 51,31 | 2,97 | 103    | 2             |
|                          | Parti démocrate (D)      | 2 217 983 | 46,86 | 3,08 | 77     | 2             |
|                          | Indépendants             |           | 0,02  |      | 0      |               |
|                          |                          |           |       |      |        |               |
| Votes valides            |                          |           |       |      |        |               |
| Votes blancs et nuls     |                          |           |       |      |        |               |
| Total                    | Total                    |           | 100   | -    | 180    | en stagnation |
| Abstentions              |                          |           |       |      |        |               |
| Inscrits / participation | Inscrits / participation | 7 233 584 |       |      |        |               |